# Pavlovići (bosanska vlastela)
Pavlovići, bosanska srednjovjekovna velikaška obitelj čiji uspon počinje u doba građanskog rata u hrvatsko-ugarskom kraljevstvu i smrti kralja i bana Tvrtka I., 1391. godine. Obitelj je doživjela slom prodorom Osmanlija u 15. stoljeću.

## Povijest obitelji
Rodonačelnik obitelji Pavlovića bio je plemić Raden Jablanić po kojem su se pripadnici obitelji nazivali i Radenovići. Njegov sin, knez Pavao Radenović (Radinović) bio je jedan od najmoćnijih plemića u Vrhbosni s kraja 14. i početka 15. stoljeća. Držao je posjede u okolici današnjeg Sarajeva (Vrhbosna), Praču, Borač i rudnik Olovo, a od kraja 14. stoljeća još i Trebinje, Vrm s Klobukom i dio Konavala s Cavtatom Bileću i Fatnicum kao jezgru nekadašnje Travunje. Kod trgovačkog mjesta Prača sagradio je dvorac Pavlovac. Dobio je dubrovačko građanstvo i dao Dubrovčanima privilegiju o slobodnoj trgovini na svom posjedu 1397. godine. Ubio ga je 1415. godine vojvoda Sandalj Hranić u Sutjesci u zavjeri plemića predvođenih bosanskim kraljem i banom Stjepanom Ostojom.
Središnja utvrda Pavlovića bio je Borač, 10 km udaljen od Pavlovca.
Kneza Pavla naslijedila su dvojica sinova, vojvoda Petar I. Pavlović († 1420.) i knez Radoslav Pavlović († 1441.), koji su prešli na osmansku stranu kako bi osvetili očevu smrt. Vojvoda Sandalj Hranić napao je Pavlove sinove kako bi im oteo posjede i u tom sukobu je 1420. poginuo vojvoda Petar I., dok se Radoslav izmirio sa Sandaljem. Radoslav se 1430. godine sukobio s Dubrovačkom Republikom kada je osporio ugovor kojim je svoj dio Konavla predao Dubrovčanima, a zaratio je i sa Sandaljovim nasljednikom Stjepanom Vukčićem u želji da vrati obiteljske posjede koje mu je oteo Sandalj. Međutim, Stjepan Vukčić mu je oteo Trebinje i Vrm 1438. godine, slomivši moć Pavlovića.
Radoslav je s Teodorom, kćerkom Vukca Hranića imao tri sina, a to su vojvoda Ivaniš Pavlović († 1450.), vojvoda Petar II. i knez Nikola Pavlović (vladali 1450-1463). Pavlovići su među prvima stradali 1463. godine pri osmanskom osvajanju Kraljeve zemlje. Njihov posjed je bio poznat pod imenom Pavlovića zemlja .

## Moguće potomstvo
Obiteljsko stablo Pavlovića do 1463. godine sačinjeno je na temelju podataka iz crkvenih knjiga (papa Pio II.), javnih dokumenata Mavra Orbinija, te "Anali di Giacamo di Pietro Luccari Nobilo Ragusino" i ti se podaci smatraju vjerodostojnima. Krajem 18. stoljeća splitski plemić, Marin conte Pavlović-Fontana izradio je obiteljsko rodoslovlje koje se nadovezuje na ono velikaške obitelji Pavlovića, međutim njihova srodnost nije dokazana. Prema toj teoriji, jedan pripadnik obitelji, Obrad Pavlović prebjegao je s majkom 1463. godine u Dubrovnik, a zatim se naselio u Makarskoj. Tijekom narednog perioda u Makarskoj se spominju Ilija Pavlović rođen 1492. i Zuane Pavlović rođen 1520. godine.
Godine 1646. mletački dužd Francesco Molino potvrdio je Matiji Pavloviću-Lučiću naslov conte veneto. Njegov nasljednik odselio se u Zadar, a obitelj se početkom 18. stoljeća preselila u Split gdje se prozvala Pavlović-Fontana. Godine 1793. priznato im je plemstvo i naslov, a potvrdu plemstva dobili su i 1831. od austrijskog cara i hrvatsko-ugarskog kralja Franje II./I. (1792. – 1835.) Obitelj krajem 19. stoljeća ispušta dodatak prezimenu Fontana i otad se opet naziva Pavlović.
Jedna grana obitelji islamizirana je. Iz nje potječe bosanski namjesnik Mehmed-paša Kukavica i njegovi potomci Kukavičići odnosno Ibrahimpašići.